# Principatul Wy
Principatul Wy este o micronațiune australiană cu sediul la Sydney, în suburbia Mosman. A fost înființată în anul 2004, ca răspuns la un litigiu de lungă durată cu consiliul local. „Prințul Paul” Delprat îl descrie ca fiind „Principatul Artiștilor” și pe site-ul oficial sunt incluse lucrări de artă selectate de artiști, legate de principat și comentariile de sprijinire ale artelor vizuale.
Deviza acestui principat este „Ex Municipalis Vincit”, capitala este la Wy, limba oficială este limba engleză și a fost declarat pe 15 noiembrie 2004.